# Sportvereniging Zulte Waregem 2011-2012
Questa voce raccoglie le informazioni riguardanti lo Sportvereniging Zulte Waregem nelle competizioni ufficiali della stagione 2011-2012. 

## Rosa
| N. |                      | Ruolo | Calciatore          |
| -- | -------------------- | ----- | ------------------- |
| 1  | Belgio (bandiera)    | P     | Sammy Bossut        |
| 22 | Belgio (bandiera)    | P     | Tom Muyters         |
| 25 | Belgio (bandiera)    | P     | Jasper Otte         |
| 2  | Belgio (bandiera)    | D     | Stijn Minne         |
| 3  | Belgio (bandiera)    | D     | Steve Colpaert      |
| 4  | Belgio (bandiera)    | D     | Davy De Fauw        |
| 23 | Belgio (bandiera)    | D     | Pavel Verstraete    |
| 24 | Belgio (bandiera)    | D     | Karel D'Haene       |
| 27 | Belgio (bandiera)    | D     | Miguel Dachelet     |
|    | Belgio (bandiera)    | D     | David Vandenbroeck  |
| 8  | Danimarca (bandiera) | D     | Brian Hamalainen    |
| 6  | Belgio (bandiera)    | C     | René Sterckx        |
| 12 | Belgio (bandiera)    | C     | Thomas Matton       |
| 15 | Belgio (bandiera)    | C     | Niels Vandenbroucke |

| N. |                               | Ruolo | Calciatore            |
| -- | ----------------------------- | ----- | --------------------- |
| 20 | Belgio (bandiera)             | C     | Thomas Van Der Haegen |
| 29 | Belgio (bandiera)             | C     | Jérémy Serwy          |
| 28 | Francia (bandiera)            | C     | Jonathan Delaplace    |
| 33 | Francia (bandiera)            | C     | Franck Berrier        |
| 9  | Marocco (bandiera)            | C     | Chahir Belghazouani   |
| 17 | Perù (bandiera)               | C     | Hernán Hinostroza     |
| 16 | Islanda (bandiera)            | C     | Ólafur Ingi Skúlason  |
| 7  | Rep. Centrafricana (bandiera) | A     | Habib Habibou         |
| 10 | Macedonia del Nord (bandiera) | A     | Aleksandar Trajkovski |
| 14 | Senegal (bandiera)            | A     | Mbaye Leye            |
| 26 | Belgio (bandiera)             | A     | Jens Naessens         |
|    | Francia (bandiera)            | A     | Julien Toudic         |
|    | Francia (bandiera)            | C     | Frédéric Duplus       |